# Harald Økern
Harald Johannes Økern (ur. 19 stycznia 1898 w Bærum, zm. 17 sierpnia 1977 tamże) – norweski specjalista kombinacji norweskiej. Dwukrotnie wygrywał prestiżowe zawody w Holmenkollen w 1922 oraz 1924 r.
Zajął 4. miejsce w zawodach kombinacji norweskiej podczas igrzysk w Chamonix.
W 1924 r. Økern otrzymał medal Holmenkollen. Jego bratanek Olav otrzymał to samo wyróżnienie w 1950 r.